# Hohepriesterliches Gebet Jesu

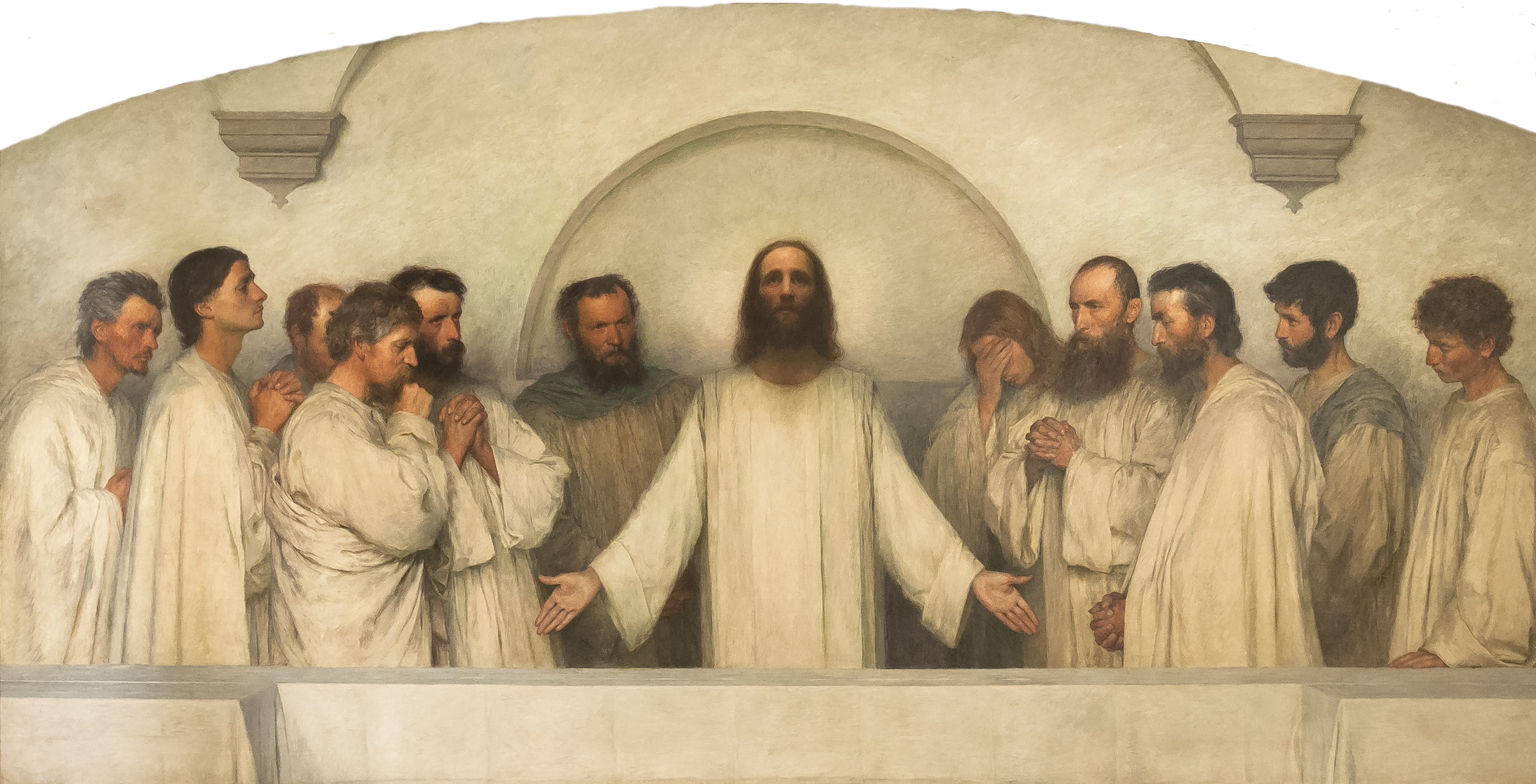
Das hohepriesterliche Gebet (Eugène Burnand, 1900/01)

Als Hohepriesterliches Gebet Jesu wird das 17. Kapitel des Evangeliums nach Johannes im Neuen Testament bezeichnet. Die Bezeichnung dieses Kapitels als praecatio summi sacerdotis (lateinisch für „Hohepriesterliches Gebet“) prägte der Rostocker lutherische Theologe David Chytraeus († 1600).

## Exegese

### Kontext
Im Johannesevangelium schließt das Gebet die mit Kapitel 13 einsetzenden Abschiedsreden Jesu ab; es folgt ab Kapitel 18 mit einem Ortswechsel die Erzählung von Leiden, Tod und Auferstehung. Mehrere Exegeten beobachten eine Wiederaufnahme von Motiven aus Kapitel 13 („Stunde“, „Verherrlichung“, Liebe Jesu Joh 13,1  – Liebe des Vaters Joh 17,26 ), so dass sich ein konzentrischer Aufbau der Abschiedsreden ergibt.
Unter der Annahme, dass der Evangelist die synoptischen Evangelien kennt, sieht Johannes Beutler Bezüge zum Lobgesang, mit dem nach Mk 14,26  die Szene des Letzten Abendmahls schließt, und zum Gebet Jesu in Gethsemane. Das Johannesevangelium spielt auf das Gethsemane-Gebet bereits in Joh 12,27–28  an, aber Motive daraus finden sich auch in Kapitel 17.
Die ältere Exegese fragte, ob Jesus dieses Gebet im Abendmahlssaal oder draußen, auf dem Weg zum Ölberg, gesprochen habe, Vers 1 legt einen Ort unter freiem Himmel nahe. Der literarische Ort, von dem aus der johanneische Jesus dieses Gebet spricht, ist jedenfalls singulär: er war bei seinen Jüngern, ist jetzt aber auf dem Weg zum Vater, nicht mehr im Kosmos, aber noch nicht in der himmlischen Welt angekommen (Joh 17,11–13 ).

### Inhalt
In der älteren Exegese wurde öfter der unklare Gedankenfortschritt des Kapitels, bzw. ein meditierendes Kreisen festgestellt. Julius Wellhausen beispielsweise charakterisierte Joh 17 als „echt johanneisches Musterstück … monotones Glockengeläut, wo in beliebiger Folge die Elemente des selben Akkordes auf und abwogen.“
Häufig wird eine Dreiteilung vorgeschlagen. Jesus bittet demnach
- für sich selbst: „Verherrliche deinen Sohn“ (Joh 17,1 LUT)
- für seine Jünger: „… dass du sie bewahrst vor dem Bösen“ (Joh 17,15 LUT); „Heilige sie in der Wahrheit“ (Joh 17,17 LUT)
- für die zukünftigen Gläubigen: „… dass sie alle eins seien“ (Joh 17,21 LUT), „damit die Liebe … in ihnen sei“ (Joh 17,26 LUT), mit der sie untereinander und mit dem Vater und dem Sohn verbunden seien.

### Motiv des „Sich-Heiligens“
Rudolf Bultmann deutete den Grundbestand der Kapitel 13 und 17 als ein Eucharistiegebet, das der Einsetzung des Abendmahls in den synoptischen Evangelien entspreche. Dazu verwies er auf Joh 17,19 , einen Vers, den er als Anspielung auf die Einsetzungsworte versteht. Das in diesem Vers erwähnte „Sich-Heiligen“ ist Anknüpfungspunkt der dogmatisch interessierten „priesterlichen“ Interpretationen; aus exegetischer Sicht schreibt Johannes Beutler, „dass die ‚Heiligung‘ Jesu für die Seinen im Sinne seiner Selbsthingabe als Offenbarer zu verstehen“ sei. Harold W. Attridge sieht am Ende des 1. Jahrhunderts (nach der Zerstörung des Jerusalemer Tempels durch römische Truppen im Jahr 70) ein frühchristliches Interesse, das jüdisch-levitische Priestertum zu beerben. Hier sei Joh 17 als ein Wort der Warnung zu verstehen. Zwar sei Jesus „ein geweihter und weihender ‚Priester‘, und seine Jünger haben an seinem priesterlichen Status etwas Anteil, aber nicht indem sie irgendeine liturgische Funktion ausüben, sondern indem sie an der von Christus offenbarten Wahrheit partizipieren.“ Klaus Scholtissek sieht in Joh 17 einen zentralen Text johanneischer Christologie und Soteriologie mit ihrer charakteristischen Identifikation von Geber und Gabe (Beispiel: Jesus spendet das Brot des Lebens, das er selbst ist). In diesem Sinn sei er auch Priester und Opfer (vgl. die Paschalamm-Typologie in Joh 1,29 ) und hebe das Konzept jüdisch-hohepriesterlicher Mittlerschaft auf. Scholtissek betont die ironische Kontrastierung als Stilmittel des Evangelisten, so sei auch der Hohepriester Kajaphas in der Passionsgeschichte auf hintergründige Weise mit Jesus kontrastiert; freilich sei Jesus für den Evangelisten nur in ironischer Brechung Hohepriester – in dem gleichen Sinn, wie er für den Evangelisten auch „König/Messias Israels“, „Lehrer Israels“ und „Bräutigam“ sei.

## Dogmatik
In Joh 17 gibt es Ansatzpunkte für die altkirchliche Trinitätslehre. „Das präexistente Verhältnis zwischen Vater und Sohn ist in seiner Einheit von Differenz und Identität ein Verhältnis der Liebe.“
David Chytraeus prägte den Begriff „Hohepriesterliches Gebet Jesu“, weil er Joh 17,19  als zentrale Aussage des Kapitels verstand, die er im Licht von Joh 17,1.4–5  las. Vorausgesetzt ist die Lehre von den Ständen (= Aspekten) Christi (de statibus Christi) in der zeitgenössischen lutherischen Barocktheologie, nämlich dem Stand der Erniedrigung (Menschwerdung) und dem Stand der Erhöhung, zunächst verborgen im Tod Christi am Kreuz und dann offenbar in seiner Auferstehung und Himmelfahrt.
In dem 2. Band der Jesus-Trilogie Joseph Ratzingers kommt Joh 17 zentrale Bedeutung zu. Ratzinger referiert, dass Chytraeus den Begriff prägte; bereits der Kirchenvater Kyrill von Alexandria habe aber auf den priesterlichen Charakter des Gebets Jesu hingewiesen. Der „wesentliche Charakter des Gebets“ lasse sich mit Rupert von Deutz formulieren: „Dies hat der Hohepriester, der selbst Versöhner und Sühnegabe, Priester und Opfer war, für uns gebetet.“ Damit ist das Hohepriester-Sein Jesu der Schlüssel zu Ratzingers Verständnis von Joh 17. Er interpretiert den Text von Lev 16 , dem Amt des Hohepriesters am jüdischen Versöhnungstag (Jom Kippur), her: „Das Ritual des Festes mit seinem reichen theologischen Inhalt wird im Beten Jesu realisiert … Was dort in Riten dargestellt war, geschieht nun real, und es geschieht endgültig.“ Die Heiligung der Jünger in der Wahrheit, um die Jesus betet (Joh 17,17 ), ist in Ratzingers Interpretation „die Einsetzung des Priestertums der Apostel.“
Dass die Einheit zwischen Vater und Sohn die Einheit der Glaubenden begründe, ist ein in der Ekklesiologie häufig aufgegriffenes Motiv. Das Gebet Jesu um die Einheit der Gläubigen (Joh 17,21 ) wurde in der Geschichte der Ökumenischen Bewegung oft zitiert, aber mit unterschiedlichen Konzepten von Kircheneinheit verbunden. In der Verfassung des Ökumenischen Rats der Kirchen findet sich beispielsweise folgende, 1998 auf der Vollversammlung in Harare angenommene Formulierung: „Das Hauptziel der Gemeinschaft der Kirchen im Ökumenischen Rat der Kirchen besteht darin, einander zur sichtbaren Einheit in dem einen Glauben und der einen eucharistischen Gemeinschaft aufzurufen, die ihren Ausdruck im Gottesdienst und im gemeinsamen Leben in Christus findet, durch Zeugnis und Dienst an der Welt, und auf diese Einheit zuzugehen, damit die Welt glaube.“

## Liturgie und Kirchenmusik
In der seit Advent 2018 im Raum der EKD gültigen Ordnung gottesdienstlicher Texte und Lieder ist Joh 17,1–8  als Predigttext an Palmsonntag (Jahrgang IV) vorgesehen. Joh 17,20–26  ist Predigttext am Fest Christi Himmelfahrt (Jahrgang II). Otmar Schulz schrieb 1967 (umgearbeitet 1971) das Lied Herr, du hast darum gebetet (EG 267), welches Joh 17,20–21  als Vorlage benutzt und mit den Erfahrungen internationaler ökumenischer Zusammenkünfte verbindet.
In der römisch-katholischen Leseordnung ist Johannes 17 dem 7. Sonntag der Osterzeit, zwischen Christi Himmelfahrt und Pfingsten, zugeordnet und in drei Abschnitten auf die drei Lesejahre verteilt.
Die Einsetzungsworte im Ersten Hochgebet des Missale Romanum beginnen mit dem Satz: „Am Abend vor seinem Leiden nahm er das Brot in seine heiligen und ehrwürdigen Hände, erhob die Augen zum Himmel, zu dir, seinem Vater, dem allmächtigen Gott, sagte dir Lob und Dank, brach das Brot, reichte es seinen Jüngern und sprach …“ Dieses Aufblicken zum Himmel ist, wie man annimmt, eine Übernahme der Gebetsgeste Jesu in Joh 17,1 . Die Rubriken sehen vor, dass der Zelebrant bei den Einsetzungsworten mimetisch in die Christusrolle geht: „Er erhebt die Augen“, „Er nimmt das Brot, erhebt es ein wenig über dem Altar“ usw.

## Literarische Rezeption
Friedrich Gottlieb Klopstock paraphrasierte in seiner insgesamt mit biblischen Zitaten und Motiven gesättigten Ode Die Allgegenwart Gottes (1758) Teile des Hohepriesterlichen Gebets.
In Goethes Drama Iphigenie auf Tauris (1787) wendet sich die Protagonistin – eingeschoben in ihre Auseinandersetzung mit Thoas – mit einem Gebet an die Götter, in dem Joh 17,1  anklingt:
„Allein euch leg’ ich’s auf die Kniee! Wenn

Ihr wahrhaft seid, wie ihr gepriesen werdet,

So zeigt’s durch euern Beistand und verherrlicht

Durch mich die Wahrheit! …“
Eine breite Wirkungsgeschichte als Wahlspruch hat die lateinische Übersetzung von Johannes 17,21, Ut omnes unum sint.